# Pompeo Massani
Pompeo Massani (* Dezember 1850 in Florenz; † 25. August 1920 ebenda) war ein italienischer Maler.
Massani studierte an der Accademia di Belle Arti in Florenz und war dort Schüler u. a. von Michele Gordigiani. Nach Ende seiner Ausbildung begab er sich auf Reisen, deren Eindrücke er bildhaft festhielt. Ab 1879 hatte er auch außerhalb von Florenz Ausstellungen, so in Rovigo und Genua. 1908 übernahm Massani die Leitung seiner ehemaligen Ausbildungsstätte.
Massani war ein Maler der Figuren, Genreszenen und Porträts. Hervorzuheben ist seine „geschickte Evokation des Gefühls und die sorgfältige Darstellung des Einzelnen“, die „warme und humorvolle Bilder hervorbringt“. Im Mittelpunkt seiner häufig kleinformatigen Bilder stehen alte Männer, Teilhabe an kleinen Freuden des Lebens, aber keine professionellen Modelle.
Sein Grab befindet sich im Friedhof Soffiano der florentinischen Bruderschaft Misericordia.

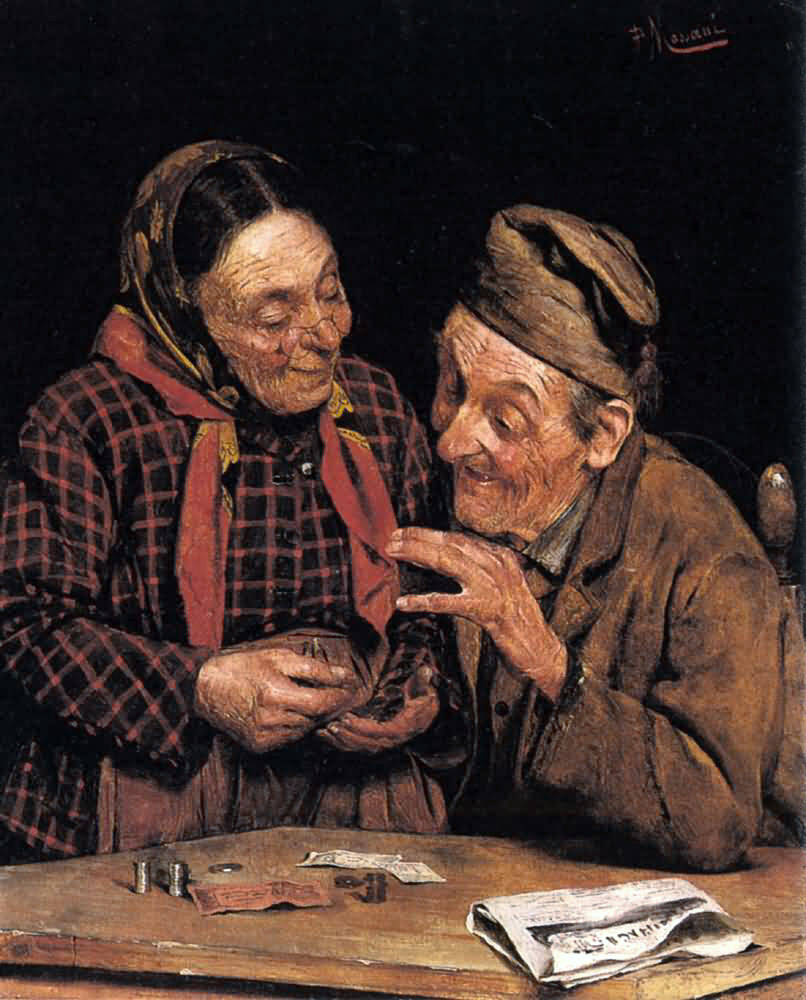
Der Geldzähler

## Werke (Auswahl)
- Eine Feier im Weinkeller (64,7 × 121,2)
- Musiklektion (1887)
- Ein Mönch im Weinkeller (1898)
- Ein glücklicher Musikant
- Eleganti nel parco (22,3 × 15,8 cm)
- Der Geldzähler
- Karnevalsvorbereitungen (39,3 × 49,6 cm)